# Hydroptila grandiosa
Hydroptila grandiosa är en nattsländeart som beskrevs av Ross 1938. Hydroptila grandiosa ingår i släktet Hydroptila och familjen smånattsländor. Inga underarter finns listade i Catalogue of Life.